# Giù il sipario
Giù il sipario è un film del 1940 diretto da Raffaello Matarazzo.

## Trama
Il giovane nipote di un ricco possidente ha ambizioni di autore teatrale ed ha scritto una tragedia, ottenendo di farla rappresentare da una compagnia di guitti, il cui capocomico, perennemente in bolletta, ha una figlia, anche lei attrice, di cui il giovane autore è innamorato, anche se poco corrisposto.
Il suo ricco zio, invece, contrario alle aspirazioni del nipote che ritiene frivole, si precipita al teatro in cui si dovrà tenere la “prima” del dramma e si accorda col capocomico promettendogli un lauto compenso, con cui egli potrà saldare tutti i suoi debiti, per far fallire la rappresentazione, Ciò che puntualmente avviene, tra i fischi del pubblico, gettando il giovane autore nella disperazione.

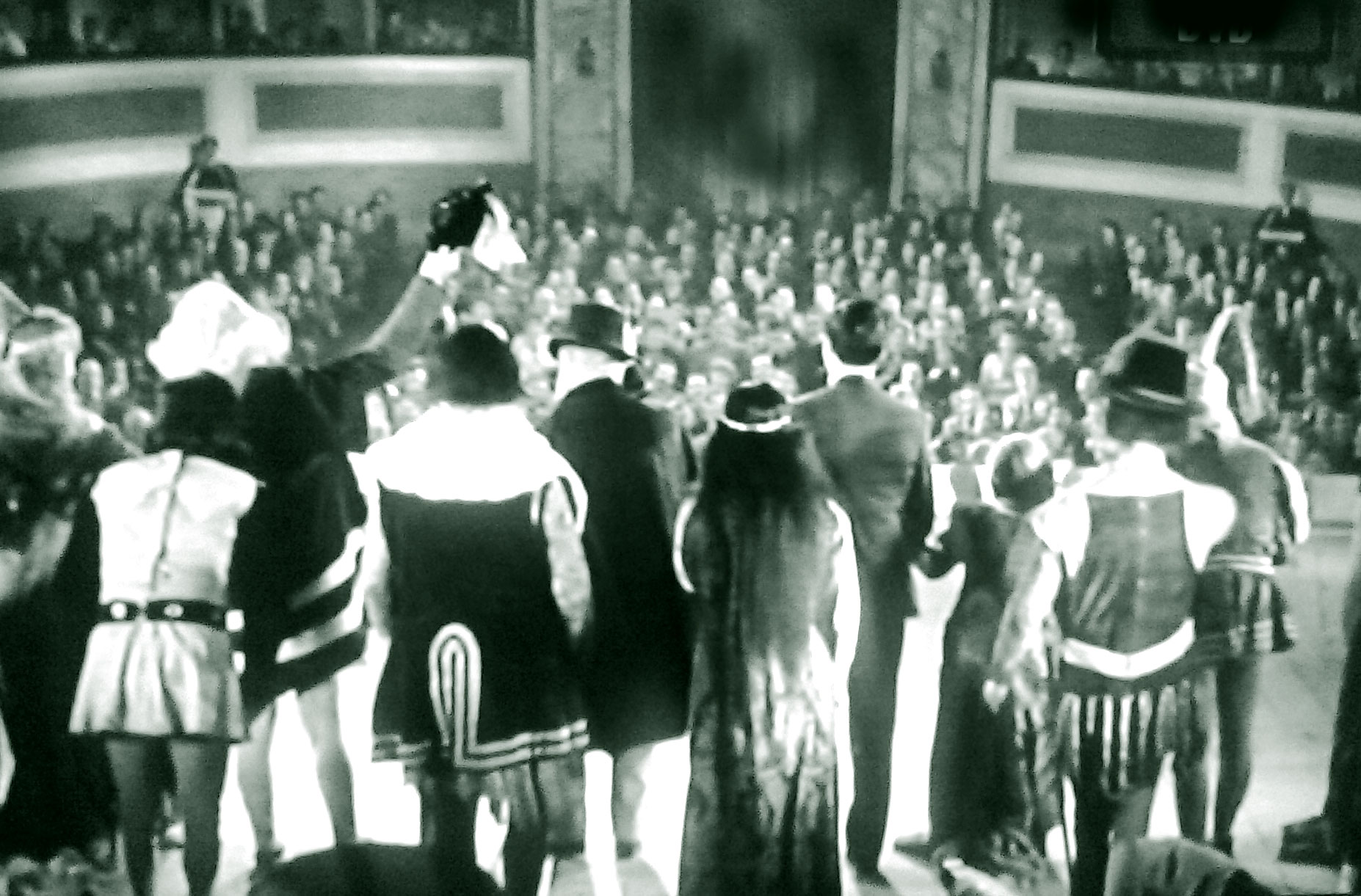
Dopo varie disavventure arriva il successo per la rappresentazione teatrale

Ma lo zio, mentre si aggira nei camerini, incontra una delle attrici e se ne invaghisce, cambiando idea sul teatro. Richiama quindi il capocomico e gli impone, raddoppiando il compenso già pattuito, di procurare il successo della rappresentazione.  Cosa che il navigato attore riuscirà, con un abile stratagemma, a fare  Grande successo per lo spettacolo e lieto fine per l'amore tra il giovane autore e la figlia del capocomico.

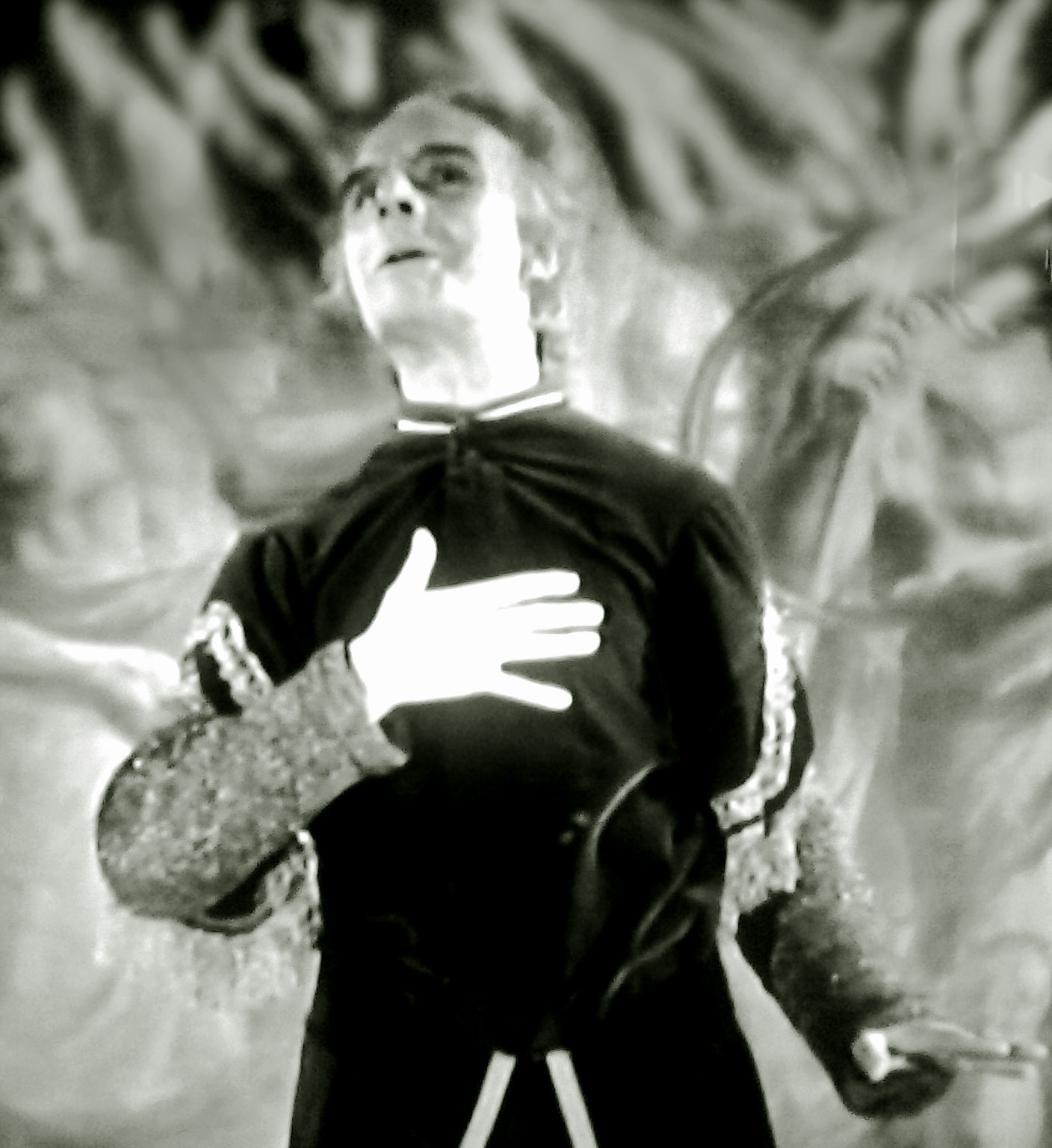
Sergio Tofano come appare sul palcoscenico in una scena del film

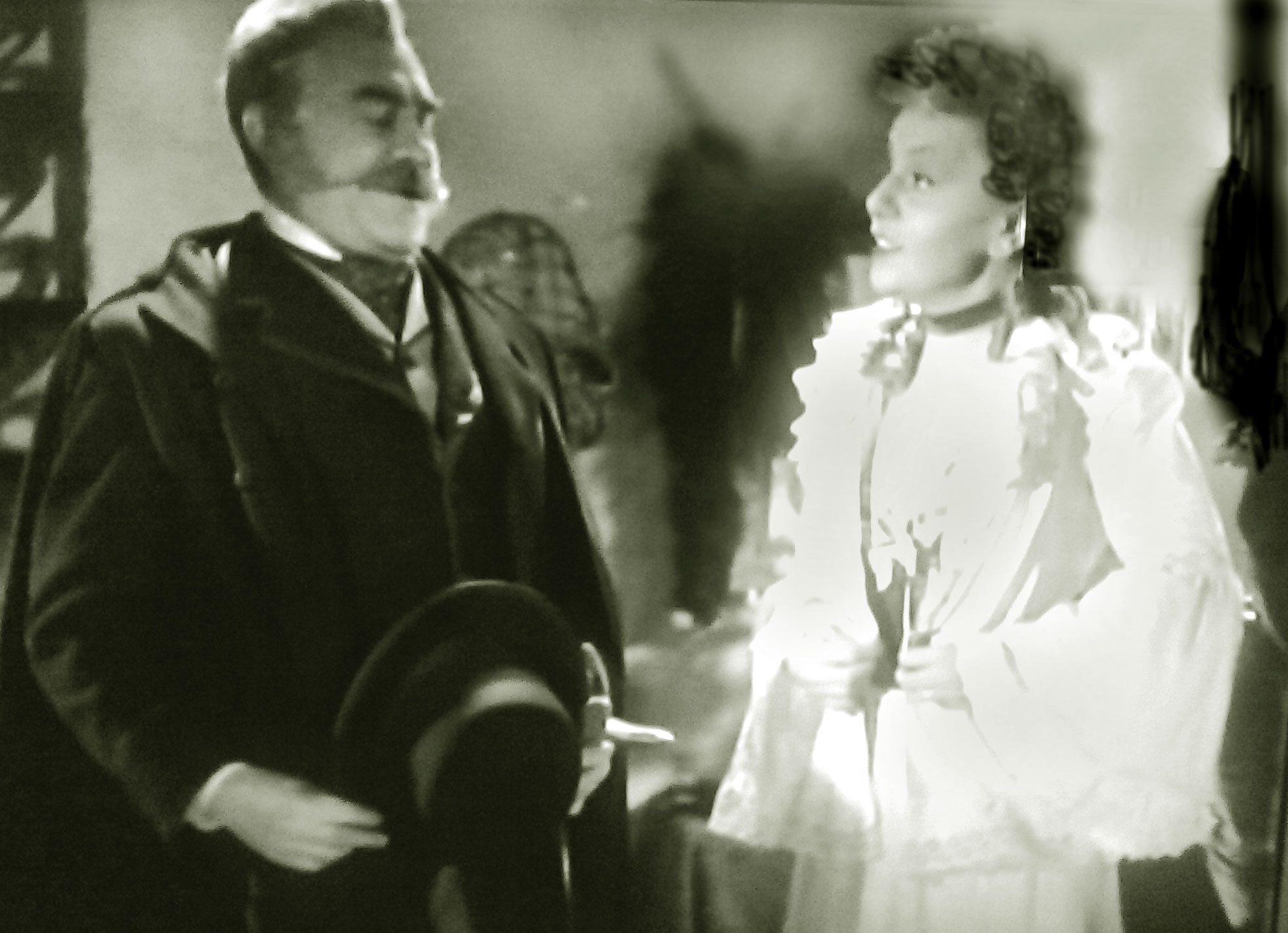
Armando Migliari e Rosetta Tofano

## Produzione
Giù il sipario è la trasposizione cinematografica di una commedia dal titolo Dietro le scene scritta da Francesco Augusto Bon, risalente alla prima metà dell'Ottocento. Le riprese iniziarono negli stabilimenti della Pisorno a Tirrenia ai primi di dicembre 1939 e terminarono nel mese di gennaio del 1940, per uscire poi nelle sale in un momento storico non felice, la prima metà del 1940. La distribuzione della pellicola fu però diseguale, tanto che essa circolò nelle città del nord nei mesi di maggio e giugno, mentre solo ad agosto fu presentata a Roma ed in alcune altre città.
Nel cast di Giù il sipario erano presenti alcuni degli attori più in voga del momento: tra questi Lilia Silvi,  rivelatasi l'anno prima in Assenza ingiustificata, che ricorderà con simpatia questa esperienza: «Matarazzo puntava sul “colore” degli attori; Tofano è stato un carissimo compagno, con me che ero una pivellina avrebbe potuto fare il divo, non l'ha mai fatto ed è stato per me proprio un buon papà».  Da segnalare, tra l'altro, anche la presenza, tra i collaboratori tecnici di Maria de Matteis, che qui firma costumi e scenografia in una delle prime volte nelle quali non è l'assistente di Sensani.

## Accoglienza
Giù il sipario trovò accoglienze contrastanti nella critica del tempo. Tra i commenti favorevoli quello de La Stampa che lo descrisse come «una novelletta talvolta garbata, sovente piacevole, qua e là convenzionale, che strappa al pubblico frequenti risate grazie agli aspetti farseschi», oppure quello del rotocalco Oggi che, nel definirlo «un film di colore, come sempre accade sui nostri schermi quando si vuol raffigurare l'Ottocento, [...] nonostante i suoi  pregi, ci sembrò che non mancasse di qualche, seppur piccolo difetto». Di «materia comicamente felice che si sbroglia e si svolge,  nella regia di Matarazzo, in un seguito di situazioni gustosamente piacevoli» scrisse Il Messaggero lodando in particolare la «piacevole comicità» offerta dalla interpretazione di Tofano. Due brevi commenti di apprezzamento furono anche quello di Cinema che lo definì un «gustoso ed indovinato adattamento cinematografico della commedia» e di Film, secondo il quale «Giù il sipario possiede  un suo ritmo ed un suo senso comico, con una vicenda che s'avvicina proprio a quei drammoni di cent'anni fa.».
Sul versante opposto, tra i giudizi contrari, si pose soprattutto L'Illustrazione italiana che, nel notare che il titolo del film «ha oggi il sapore di un simbolo» (chiaro riferimento all'entrata in guerra dell'Italia), definì senza mezzi termini Giù il sipario «il più brutto film della settimana ed uno dei più brutti dell'annata [quale] infelice tentativo di tradurre comicamente disavventure di comici del secolo scorso». Critiche condivise, seppur con toni meno duri, anche in un breve commento di Film, con cui veniva rivisto il giudizio pubblicato alcuni mesi prima, in quanto «La sfortuna principale del film è che voleva essere un film comico-farsesco, capace quindi di far ridere a crepapelle; invece è uscito un film noioso e barboso dalla prima all'ultima inquadratura».
Tra i commenti negativi vi fu anche quello del Corriere della Sera: «Pensato, architettato e messo su in momenti di poca aspirazione [...] esso poteva essere una dichiarata buffoneria, invece ha l'indecisione e gli sbandamenti delle commedie realizzate con poca considerazione
:».
In seguito Giù il sipario non ha suscitato particolare attenzione. La stessa Angela Prudenzi, autrice della (finora unica) monografia dedicata al regista romano, limita il suo commento a poche righe.